# Fischer Miklós (tanár)
Fischer Miklós (Eperjes, 1855. december 18. – Igló, 1930. szeptember 17.) tanár, iskolaigazgató.

## Élete
1875-ben elvégezte az eperjesi gimnáziumot. 1875-ben a Budapesti József Műegyetemre iratkozott be, majd belépett a hadmérnöki ezredbe. 1876-ban hadmérnöki hadnagy lett. 1877–1879 között a budapesti egyetemen matematika-fizika szakos tanári oklevelet szerzett. 1879-ben Hazslinszky Frigyes igazgató óráit helyettesítette az eperjesi gimnáziumban, majd báró Blomberg családnál nevelősködött Gardánfalván. 1880-tól az iglói evangélikus gimnázium tanára, majd igazgatója volt.
1891-től a tiszavidéki egyházkerület tanácsbirája. Széles körű tevékenységet fejtett ki a Magyarországi Kárpát-egyesületben, melynek örökös díszelnöke lett. Kezdetben az egyesület iglói osztályának titkára, majd az egyesület elnöke lett. Nagy érdemei voltak a Magas-Tátra feltárásában és idegenforgalmi fejlesztésében.

## Elismerései
- 1898 Ferenc József-rend lovagkeresztje[3]
- 1932 emléktábla Ótátrafüreden a Szilágyi Dezső-kilátóban[4]

## Művei
- 1888 A Dobsinai-jégbarlang physikai magyarázata. A Magyarországi Kárpátegyesület évkönyve 15.
- 1888 A középiskolai tanárok segélyszövetkezete. Országos Tanáregylet Közlöny/ Egyetértés
- 1889 Az országos közoktatásügyi tanács szervezete. Országos Tanáregylet Közlöny/ Egyetértés
- 1891 A hő csökkenése magasabb légrétegekben. A Magyarországi Kárpát-egyesület Évkönyve
- 1893 Az egységes középiskola, a tiszakerület ág. ev. püspöki hivatalnak megbízásából. Országos Tanáregylet Közlöny
- 1913 Gróf Csáky Albin (1841-1912). A Magyarországi Kárpátegyesület évkönyve 40.

Kéziratban: A tudás formái; A testek fajmelegének meghatározására vonatkozó tudományos módszerek kritikai tárgyalása és A négyzetes egyenletek rendszere. 1890-től szerkesztette az iglói ágostai evangélikus főgimnázium Értesítőjét. 

## További irodalom
- Hajts Béla 1917: Fischer Miklós, kir. tanácsos, ügyvivő alelnök 25 éves működése. A Magyarországi Kárpátegyesület évkönyve 44.
- Karafiáth Jenő 1938: Emlékezés Fischer Miklósról. Turisták Lapja